# 訪問 (雜誌)
《訪問》（英語：Interview）是一本美國有關娛樂界的月刊，由安迪·沃荷及杰拉德·馬蘭加於1963年創辦，以演藝界名人未經編輯的專訪及前衛的圖像定位。
在1987年沃荷去世後，雜誌轉由Brant Publications Inc.出版。

## 外部連結
- 官方網站 （页面存档备份，存于）